# Унга (приток Онды)
Унга — река в Карелии, правый приток Онды. Протекает по Муезерскому району. Вытекает из озера Нижнего Энинъярви на высоте 139,6 м, протекает через озера: Кюнжипаули, Большое Пуглозеро, Малое Пуглозеро. Впадает в реку Онду на уровне 129 м. Длина реки — 27 км, площадь водосборного бассейна — 284 км². В Унге встречается большое количество водных и прибрежных видов растений, охраняемых в России и в Карелии.
Проложены водные туристические маршруты на каяках.

## Бассейн
Унга протекает через озёра:
- Рочинлакша
- Унгозеро (с притоком ручья Терваоя и втекающим водотоком из озёр Большого Лепозера и Вуаръярви)
- Большое Пуглозеро
- Малое Пуглозеро

Также к бассейну Унги относится озеро Карттома.

## Данные водного реестра
По данным государственного водного реестра России относится к Баренцево-Беломорскому бассейновому округу, водохозяйственный участок реки — Нижний Выг от Выгозерского гидроузла и до устья. Речной бассейн реки — бассейны рек Кольского полуострова и Карелии, впадает в Белое море.
Код объекта в государственном водном реестре — 02020001312102000006284.